# 侯集镇 (镇平县)
侯集镇，是中华人民共和国河南省南阳市镇平县下辖的一个乡镇级行政单位。

## 行政区划
侯集镇下辖以下地区：
东门村、西门村、南门村、北门村、狄庄村、高营村、宋小庄村、南洼村、老庄村、向寨村、辛庄寨村、田寨村、宋庄村、刘营村、王营村、姜营村、永丰庄村、乔其营村、谭寨村、袁营村、赵营村、常营村、项店村、王官营村、房营村、侯寨村、宋营村和易营村。

## 教育
- 镇平县第二高中